# جنگل کراکس دونیوا
جنگل کراکس دونیوا (به لاتین: Krakės-Dotnuva Forest) یک جنگل در لیتوانی است که در Kėdainiai District Municipality واقع شده‌است.